# Coventry Bees
Coventry Bees – żużlowy klub z Coventry (Anglia), startujący w brytyjskiej Elite League. Zespół ośmiokrotnie zdobył tytuł mistrza Wielkiej Brytanii. Swoje mecze domowe rozgrywają na torze na Brandon Stadium. Tor ma długość 301 metrów. Jego rekord (57,6 s) należy do Chrisa Harrisa i został ustanowiony 23 maja 2009 w czasie meczu ligowego z Eastbourne Eagles.

## Składy

### Sezon 2013

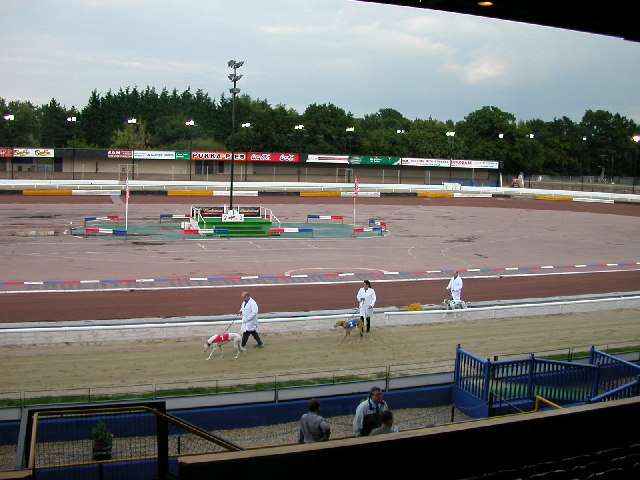
Stadion zespołu Coventry Bees

- GBR: Scott Nicholls
- GBR: Oliver Allen
- GBR: Stuart Robson
- GBR: Joe Screen
- GBR: Adam Roynon
- POL: Grzegorz Zengota
- POL: Krzysztof Kasprzak
- POL: Michał Szczepaniak
- POL: Mateusz Szczepaniak
- AUS: Aaron Summers
- SWE: Linus Sundström

### Sezon 2012
- GBR: Chris Harris
- GBR: Edward Kennett
- GBR: Scott Nicholls
- DEN: Kenni Larsen
- AUS: Aaron Summers
- GBR: Leigh Lanham
- DEN: Henning Bager
- GBR: Jason Bunyan
- GBR: Adam Roynon
- POL: Michał Szczepaniak
- CZE: Josef Franc
- SWE: Mathias Thoernblom

### Sezon 2011
- DEN: Hans N. Andersen
- DEN: Peter Kildemand
- POL: Przemysław Pawlicki
- POL: Piotr Pawlicki
- RUS: Emil Sajfutdinow
- ENG: Edward Kennett
- DEN: Kenni Larsen
- USA: Ryan Fisher
- AUS: Nick Morris
- AUS: Richard Sweetman
- AUS: Todd Kurtz
- AUS: Travis McGowan
- ENG: Josh Auty

### Sezon 2010
- GBR: Edward Kennett
- GBR: Chris Harris
- GBR: Lewis Bridger
- POL: Przemysław Pawlicki
- POL: Krzysztof Kasprzak
- GER Christian Hefenbrock
- GBR: Ben Barker
- AUS: Rory Schlein
- GBR: Josh Auty
- CZE: Filip Šitera
- USA: Ricky Wells
- AUS: Richard Sweetman
- AUS: Aaron Summers

### Sezon 2009
- GBR: Chris Harris
- GBR: Oliver Allen
- GBR: Edward Kennett
- GBR: Jordan Frampton
- GBR: Scott Nicholls
- GBR: Josh Auty
- GBR: Ben Barker
- GBR: Adam Roynon
- AUS: Rory Schlein
- AUS: Joel Parson
- USA: Ricky Wells
- CZE: Filip Sitera

### Sezon 2008
- GBR: Chris Harris
- AUS: Rory Schlein
- GBR: Simon Stead
- GBR: Oliver Allen
- USA: Billy Janniro
- POL: Stanisław Burza
- SWE: Andreas Messing
- GBR: Ben Barker

### Sezon 2007
- GBR: Scott Nicholls – 2,276
- AUS: Rory Schlein – 1,974
- GBR: Chris Harris – 1,963
- USA: Billy Janniro – 1,669
- GBR: Oliver Allen – 1,500
- DEU: Martin Smolinski – 1,436
- DEN: Morten Risager – 1,118 (nk)
- POL: Stanisław Burza (rezerwa) – 0,931 (nk)

## Osiągnięcia
- Drużynowe mistrzostwa Wielkiej Brytanii:
  - złoto: 8 (1968, 1978, 1979, 1987, 1988, 2005, 2007, 2010)
  - srebro: 4 (1964, 1966, 1967 i 2003)
  - brąz: 11 (1959, 1961, 1962, 1965, 1970, 1971, 1983, 1985, 1998, 2001, 2002)

## Dawni i obecni żużlowcy
- GBR: Oliver Allen (2006–2009, 2013)
- DEN: Brian Andersen (1992–1999)
- NZL: Dave Bargh (1985–1987)
- ENG: Steve Bastable (1983–1985)
- ENG: Mick Bell (1977–1979)
- POL: Kazimierz Bendtke (1961)
- ENG: Paul Bentley (1992, 1995–1996)
- AUS: Jack Biggs (1963–1964)
- ENG: Nigel Boocock (1959–1976)
- AUS: Shane Bowes (1996–1997)
- ENG: Peter Brough (1950–1956, 1962–1963)
- DEN: Alf Busk (1977–1982)
- AUS: Dicky Case (1933)
- ENG: Col Cottrell (1962–1971)
- ENG: Simon Cross (1996–1997)
- RUS: Siergej Darkin (2004)
- ENG: Roy Dook (1932–1934)
- ENG: Reg Duval (1953–1958)
- ENG: Vic Emms (1948, 1952–1955)
- ENG: Tom Farndon (1929–1930)
- ENG: Bob Fletcher (1948–1951)
- ENG: Arthur Forrest (1958–1959)
- ENG: Rick France (1960–1972)
- DEN: Charlie Gjedde (1999)
- AUS: Gary Guglielmi (1977–1984)
- USA: Billy Hamill (1998–2004)
- USA: Greg Hancock (1997–2001)
- ENG: John Harrhy (1969–1976)
- ENG: Chris Harris (2004–2010 i 2012)
- ENG: Kevin Hawkins (1978–1985)
- AUS: Les Hewitt (1949–1953)
- ENG: Roger Hill (1965–1975)
- ENG: Syd Jackson (1931–1932)
- USA: Billy Janniro (2001–2007)
- ENG: Alan Jay (1973–1975)
- SWE: Andreas Jonsson (1998–1999 i 2001–2004)
- DEN: John Jørgensen (1984–1995, 1997, 2000, 2004)
- CZE: Antonín Kasper (1968–1969)
- POL: Krzysztof Kasprzak (2010 i 2013)
- GBR: Edward Kennett (2009–2012)
- DEN: Tommy Knudsen (1979–1988, 1990–1992)
- ENG: Bert Lacey (1948–1949)
- DEN: Kenni Larsen (2011–2012)
- AUS: Lionel Levy (1948–1950, 1952)
- ENG: Jim Lightfoot (1953–1966)
- ENG: Tony Lomas (1968–1972)
- SCO: Bob Mark (1954–1957, 1962)
- CZE: Roman Matoušek (1989–1991)
- ENG: Morrie Mattingley (1958–1961)
- SCO: Ken McKinlay (1962–1964, 1970)
- AUS: Garry Middleton (1973)
- USA: Rick Miller (1983–1992)
- SCO: Tommy Miller (1954–1956)
- ENG: Alan Molyneux (1975–1980)
- NZL: Ronnie Moore (1974)
- ENG: Ron Mountford (1957–1968, 1983–1992)
- NZL: Charle New (1953–1966)
- ENG: Scott Nicholls (2005–2007, 2009, 2012–2013)
- ENG: Nick Nicholls (1954–1961)
- DEN: Hans Nielsen (1993–1994)
- FIN: Kai Niemi (1989)
- DEN: Sam Nikolajsen (1982–1984)
- SWE: Tommy Nilson (1975, 1977)
- SWE: Gote Nordin (1969)
- SWE: Olle Nygren (1958–1961)
- DEN: Jakob Olsen (1993–1994)
- DEN: Ole Olsen (1976–1983)
- ENG: Les Owen (1957–1973)
- ENG: Jack Parker (1929–1930, 1934)
- ENG: Norman Parker (1929–1930)
- ENG: Bill Pitcher (1932–1934)
- DEN: Peter Ravn (1991)
- ENG: Johnnie Reason (1949–1955)
- DEN: Morten Risager (2004–2007)
- ENG: Lee Richardson (2000–2003)
- ENG: Stuart Robson (1995–1996, 1998–2004, 2013)
- GBR: Adam Roynon (2009, 2012–2013)
- RUS: Emil Sajfutdinow (2011)
- AUS: Rory Schlein (2006–2007)
- GBR: Joe Screen (2013)
- NZL: Mitch Shirra (1975–1982)
- SWE: Jan Siminsen (1971–1972)
- ENG: Andy Smith (1992–1995, 1997)
- DEU: Martin Smolinski (2004–2007)
- SWE: Per Olof Söderman (1956–1958)
- CZE Jiří Štancl (1976, 1978)
- ENG: Alec Statham (1934)
- AUS: Aaron Summers (2010, 2012–2013)
- SWE: Linus Sundström (2013)
- POL: Mateusz Szczepaniak (2013)
- POL: Michał Szczepaniak (2012–2013)
- ENG: Shaun Tacey (1994–1996, 1998–2000, 2004)
- ENG: Kelvin Tatum (1985–1990)
- ENG: Arthur Tims (1929–1934)
- POL: Sebastian Ułamek (2005)
- AUS: Graham Warren (1959–1960)
- ENG: Simon Wigg (1993)
- ENG: Jack Wright (1951–1954)
- AUS: Bob Valentine (1975)
- AUS: Jack Young (1958, 1960–1961)
- POL: Grzegorz Zengota (2013)
- POL: Henryk Żyto (1960)

## Grand Prix
W latach 1998–2000 klub zorganizował trzy rundy w ramach Grand Prix Wielkiej Brytanii.